# Al-Furqan-moskee (Glasgow)
De Al-Furqan-moskee is een moskee in de wijk Woodside in het centrum van de stad Glasgow in Schotland. Het gebouw biedt plaats aan 500 gelovigen.